# Veronika Țepkalo
Veronika Țepkalo sau Veranika Valereuna Tsapkala (în rusă Вероника Валерьевна Цепкало; în belarusă Вераніка Валер’еўна Цапкала; n. 7 septembrie 1976, Moghilău, RSS Bielorusă, URSS) este o activistă politică belarusă.

## Activism electoral 2020
Când soțul Veronikăi, Valery Țepkalo (fost ambasador belarus în Statele Unite), și-a anunțat participarea la alegerile prezidențiale din Belarus din 2020, Veronika l-a însoțit în călătoriile sale. Pe 14 iulie 2020, lui Valery i-a fost refuzată înregistrarea ca și candidat prezidențial în Belarus. La scurt timp după aceea, cei trei principali candidați ai opoziție — Valery Țepkalo, Svetlana Tihanovskaia și Viktar Babaryka — și-au unit campaniile. După unificarea acestor campanii, Veronika a devenit reprezentanta soțului său la mitingurile electorale ale Tikhanovskayei, în timp ce Valery și copiii lor au părăsit țara de teama pentru siguranța lor. În plus, pe parcursul campaniei, Veronika a fost constant sub presiunea guvernului: de la colectarea de informații în școala unde învață copiii. Sora ei, Natalia Leonyuk, a fost chemată să depună mărturie împotriva lui Valery Tsepkalo.
Pe 30 iulie 2020, în timpul unui miting la Minsk, Veronika a vorbit despre problemele personale ale familiei sale și a menționat falsificarea unui caz penal împotriva mamei sale, care la acel moment se afla deja într-o stare medicală gravă. Temându-se de pierderea libertății ca urmare a persecuției politice, a fugit din țară în ajunul alegerilor prezidențiale din Belarus din 2020, alăturându-se soțului său la Moscova. Și-a exprimat votul la ambasada Belarusului din Moscova.
După alegerile prezidențiale din august 2020, considerate fraudate, în care președintele în funcție Aleksandr Lukașenko și-a declarat victoria, Țepkalo a afirmat că „singurul președinte legitim este Svetlana Tihanovskaia” și a cerut altor țări să o recunoască pe Tihanovskaia drept președintele ales legitim al Belarusului.
Pe 19 august 2020 s-a raportat că Țepkalo se afla în Polonia împreună cu soțul și copiii ei. Țepkalo și familia sa rămân în exil în Polonia.
În vara anului 2024 autoritățile belaruse au condamnat-o pe Veronika Țepkalo, în lipsă, la 12 ani de închisoare.

## Premii
Institutul Internațional Republican (IRI) a onorat-o pe Țepkalo cu Premiul pentru Libertate John S. McCain (2020) și Premiul Jeane J. Kirkpatrick (2021); acest din urmă premiu recunoaște contribuțiile la avansarea femeilor în politică și societatea civilă. Ea a primit premiul Das unerschrockene Wort („Cuvântul neînfricat”) al orașului Lutherstadt din Germania (2021).
În 2021, Parlamentul European a onorat opoziția democratică belarusă, acordându-i colectiv Premiul Saharov 2020; Țepkalo a fost una dintre reprezentantele laureaților.
Svetlana Tihanovskaia, Maria Kalesnikava și Țepkalo au primit Premiul pentru Democrație Csoklich din partea Styria Media Group în 2021. Cei trei lideri ai opoziției belaruse au fost, de asemenea, distinși cu Medalia pentru Democrație a Asociației Internaționale a Consultanților Politici (2021) și Premiul Carol cel Mare (2022).